# Les Aigles du Mont Blanc
Les Aigles du Mont Blanc (pron. fr. AFI: [lez‿ɛɡlə dy mɔ̃ blɑ̃] - che significa in francese le aquile del Monte Bianco) è stata una squadra di hockey su ghiaccio di Courmayeur che di fatto si è formata dopo lo scioglimento dell'Hockey Club Courmaosta.
Non va confusa con il Mont-Blanc Hockey Club, squadra francese di Saint-Gervais-les-Bains, che si chiamava "Les Aigles du Mont-Blanc" alla fine degli anni '80.
Dopo lo scioglimento, è nato l'Hockey Club Aosta Gladiators, con sede ad Aosta.

## Cronistoria
- 1997-1998 - 4ª in Serie C Interregionale (come HC Valle d'Aosta)
- 1998-1999 - 3ª in Serie C Interregionale (come HC Aosta)
- 1999-2000 - 5ª in Serie B Girone A
- 2000-2001 - 4ª in Serie B Girone B, perde ai quarti di finale contro il Gardena (come HC Valle d'Aosta)
- 2001-2002 - 4ª in Campionato Amatoriale Piemontese (uniti al HC Giugoma Torino)[1]
- 2002-2003 - 3ª in Serie C Girone B
- 2003-2004 - 3ª in Serie C Interregionale Girone Nord-Ovest
- 2004-2005 - 6ª in Serie C2
- 2005-2006 - 1ª in Serie C1
- 2006-2007 - 1ª in Serie C Interregionale Girone Nord-Ovest, perde le finali nazionali contro i Falchi Boscochiesanuova
- 2007-2008 - 2ª in Serie C Interregionale Girone Nord-Ovest, perde le finali nazionali contro l'HC Chiavenna
- 2008-2009 - 1ª in Serie C Interregionale Girone Nord-Ovest, perde le finali nazionali contro  l'HC Casate 2000, l'HC Roma e i Falchi Boscochiesanuova

## Palmarès
- 2005-06: Campioni d'Italia Serie C Interregionale